# Адолесценција (ТВ серија)
Адолесценција (енгл. Adolescence) британска је мини-серија коју су створили Џек Торн и Стивен Грејам за Netflix. Радња се врти око 13-годишњег Џејмија Милера, који је ухапшен због убиства девојчице из разреда. Серија је приказана 13. марта 2025. Добила је изузетно позитивне рецензије критичара.

## Радња
Кад 13-годишњака оптуже за убиство ученице, његова породица, терапеуткиња и истражитељ који ради на случају се запитају шта се заиста догодило.

## Улоге
| Глумац            | Улога           |
| ----------------- | --------------- |
| Стивен Грејам     | Еди Милер       |
| Ешли Волтерс      | Лук Баскоум     |
| Феј Марсеј        | Миша Френк      |
| Марк Стенли       | Пол Барлоу      |
| Кристина Тремарко | Манда Милер     |
| Овен Купер        | Џејми Милер     |
| Амели Пиз         | Лиса Милер      |
| Хана Волтерс      | госпођа Бејли   |
| Џо Хартли         | госпођа Фенумор |
| Фатима Бојанг     | Џејд            |
| Кејн Дејвис       | Рајан Ковалска  |
| Амари Бакус       | Адам Баскоум    |
| Ерин Доерти       | Брајони Аристон |

## Епизоде
| Бр. еп. | Наслов     | Редитељ         | Сценариста               | Премијера      |
| ------- | ---------- | --------------- | ------------------------ | -------------- |
| 1       | 1. епизода | Филип Барантини | Џек Торн и Стивен Грејам | 13. март 2025. |
| 2       | 2. епизода | Филип Барантини | Џек Торн и Стивен Грејам | 13. март 2025. |
| 3       | 3. епизода | Филип Барантини | Џек Торн и Стивен Грејам | 13. март 2025. |
| 4       | 4. епизода | Филип Барантини | Џек Торн и Стивен Грејам | 13. март 2025. |